# اسکات مائو
اسکات ایکس مائو استاد وقفی جان سوانسون در دانشکده مهندسی سوانسون دانشگاه پیتسبورگ است. او متخصص تحقیقات در مورد پلاستیسیته، فیزیک تغییر شکل و مکانیک شکست مواد، و مکانیک تجربی مقیاس اتمی است. او به دلیل کار با میکروسکوپ الکترونی عبوری درجا مشهور است و در میان پراستنادها در این زمینه است (بیش از 16500 استناد، H-index=65). 
او به‌عنوان سردبیر مجله بین‌المللی متالورژی و فیزیک فلزات و ویراستار پیشرفت‌های مهندسی متالورژی و مواد است . او عضو منتخب آکادمی مهندسی کانادا ،   عضو منتخب انجمن فیزیک آمریکا ،  عضو منتخب IAAM (انجمن بین المللی مواد پیشرفته) و عضو ASME است.  

## تحصیلات
- پست - دکتر ، رفتار مکانیکی مواد، موسسه فناوری ماساچوست ، 1989
- دکتری، مهندسی مکانیک، دانشگاه توهوکو ، 1988
- B.Sc. ، مکانیک جامدات، دانشگاه هوانوردی پکن (بعدها دانشگاه بیهانگ)، 1982